# Xian de Zhaoyuan
Pour les articles homonymes, voir Zhaoyuan (homonymie).
Le xian de Zhaoyuan (肇源县 ; pinyin : Zhàoyuán Xiàn) est un district administratif de la province du Heilongjiang en Chine. Il est placé sous la juridiction de la ville-préfecture de Daqing.
Lindian est particulièrement connue pour ses sources thermales.

## Démographie
La population du district était de 442 024 habitants en 1999.